# Китайський Тайбей на зимових Олімпійських іграх 2022
Республіка Китай під назвою Китайський Тайбей взяла участь у зимових Олімпійських іграх 2022, що тривали з 4 до 20 лютого в Пекіні (Китай).
Хуан Ютін і Хо Пін Цзюй несли прапор своєї країни на церемонії відкриття.

## Competitors
Кількість спортсменів, що взяли участь в Іграх, за видами спорту.
| Вид спорту          | Чоловіки | Жінки | Загалом |
| ------------------- | -------- | ----- | ------- |
| Гірськолижний спорт | 1        | 1     | 2       |
| Санний спорт        | 0        | 1     | 1       |
| Ковзанярський спорт | 0        | 1     | 1       |
| Загалом             | 1        | 3     | 4       |

## Гірськолижний спорт
Від Китайського Тайбею на Ігри кваліфікувалися один гірськолижник і одна гірськолижниця.
| Спортсмен   | Дисципліна        | 1-й спуск | 1-й спуск | 2-й спуск   | 2-й спуск   | Сума        | Сума        |
| Спортсмен   | Дисципліна        | Час       | Місце     | Час         | Місце       | Час         | Місце       |
| ----------- | ----------------- | --------- | --------- | ----------- | ----------- | ----------- | ----------- |
| Хо Пін Цзюй | Слалом (чоловіки) | НФ        | НФ        | Не потрапив | Не потрапив | Не потрапив | Не потрапив |
| Лі Вень-Ї   | Слалом (жінки)    | 1:36.49   | 58        | 1:09.55     | 50          | 2:46.04     | 50          |

## Санний спорт
Завдяки результатам у Кубку світу 2021–2022, від Китайського Тайбею на Ігри кваліфікувалася одна санкарка.
| Спортсменка   | Дисципліна             | 1-й заїзд | 1-й заїзд | 2-й заїзд | 2-й заїзд | 3-й заїзд | 3-й заїзд | 4-й заїзд    | 4-й заїзд    | Загалом  | Загалом |
| Спортсменка   | Дисципліна             | Час       | Місце     | Час       | Місце     | Час       | Місце     | Час          | Місце        | Час      | Місце   |
| ------------- | ---------------------- | --------- | --------- | --------- | --------- | --------- | --------- | ------------ | ------------ | -------- | ------- |
| Лінь Синь Жун | Одномісні сани (жінки) | 1:01.550  | 32        | 1:01.057  | 29        | 1:01.004  | 30        | Не потрапила | Не потрапила | 3:03.611 | 31      |

## Ковзанярський спорт
Від Китайського Тайбею на Ігри кваліфікувалася одна ковзанярка.
| Спортсменка | Дисципліна | Заїзд   | Заїзд |
| Спортсменка | Дисципліна | Час     | Місце |
| ----------- | ---------- | ------- | ----- |
| Хуан Ютін   | 500 м      | 39.23   | 26    |
| Хуан Ютін   | 1000 м     | 1:17.35 | 24    |
| Хуан Ютін   | 1500 м     | 2:00.78 | 26    |